# شهرستان پارک (ایندیانا)
شهرستان پارک، ایندیانا (به انگلیسی: Parke County, Indiana) شهرستانی در ایالات متحده آمریکا است که در ایندیانا واقع شده‌است.
- دایمند٬ ایندیانا